# Julia Gajer
Julia Mareike Gajer (* 5. August 1982 in Hannover als Julia Mareike Wagner) ist eine ehemalige deutsche Triathletin, Duathletin und Langstreckenläuferin. Sie ist zweifache Triathlon-Europameisterin auf der Mitteldistanz (2012, 2016), Deutsche Meisterin auf der Mittel- (2013, 2014, 2015) und auf der Langdistanz (2013, 2014, 2019), Ironman-Siegerin (2013, 2016) sowie Zweite bei der Ironman European Championship in Frankfurt (2015) und wird in der Bestenliste deutscher Triathletinnen auf der Ironman-Distanz geführt.

## Werdegang
Als Erstklässlerin begann Julia Wagner im Verein zu schwimmen und führte dies bis zum Abitur fort. Durch einen studienbedingten Wohnortwechsel beendete sie in der Anfangszeit ihres Pharmaziestudiums zunächst ihre sportlichen Aktivitäten. Eine Hochschulsportgruppe, mit der sie joggen ging, brachte sie wieder zum regelmäßigen Training. Mitglieder dieser Laufgruppe motivierten sie, es einmal mit Triathlon zu versuchen. 2007 kaufte sich Julia Wagner ihr erstes Triathlonrad und absolvierte ihre ersten Duathlons. 2008 gewann sie in Heuchelberg gleich ihren ersten Triathlon auf der olympischen Distanz. Es folgten noch im selben Jahr weitere Siege auf der olympischen Distanz am Schluchsee und auf der Mitteldistanz beim Breisgau-Triathlon in Malterdingen.
2009 begann die Apothekerin am Institut für Pharmazeutische Wissenschaften der Universität Freiburg mit ihrer Dissertation. Nebenher gewann sie 2010 in 2:47 Stunden den Marathon in Luzern. Seit 2010 gehört Julia Wagner dem Team Erdinger Alkoholfrei an. 2011 startete sie in Roth erstmals auf der Ironman-Distanz. In 8:56:23 Stunden – der zweitschnellsten Zeit, die bis dahin jemals eine Deutsche weltweit auf dieser Distanz erreichte – wurde sie Zweite. Drei Monate später wurde sie in 2:47:42 Stunden Zweite beim München-Marathon.

### Triathlon-Profi seit 2012
Ende 2011 schloss sie ihre Promotion ab und heiratete im November 2011 Markus Gajer, der zeitweise am gleichen Institut, an dem sie promovierte, als Postdoc tätig war und ebenfalls begeisterter Triathlet ist. Seit 2012 lebt sie in Ditzingen, einem Vorort von Stuttgart und tritt – von einigen Stunden wöchentlicher Arbeit in einer Apotheke abgesehen – unter ihrem neuen Namen Julia Gajer als Vollzeitprofi im Triathlon an.

### Triathlon-Europameisterin Mitteldistanz 2012
Im Mai 2012 holte sich Gajer im österreichischen St. Pölten – als zweite deutsche Athletin nach Sandra Wallenhorst (2009) – den Sieg auf der Mitteldistanz und im Juni wurde sie Triathlon-Europameisterin auf der Mitteldistanz.
Im Juni 2013 wurde Julia Gajer im Kraichgau Deutsche Meisterin auf der Triathlon-Mitteldistanz und im Juli in Roth auch auf der Langdistanz. Im November gelang ihr in Tempe (Arizona) ihr erster Sieg auf der Ironman-Distanz, wobei sie in 8:52:49 Stunden bereits zum vierten Mal die magische Neun-Stunden-Marke unterbieten konnte – häufiger als jede andere Deutsche bisher.
Im Juni 2014 konnte sie ihren Erfolg in Kraichgau wiederholen und wurde wieder Deutsche Meisterin auf der Mitteldistanz. Im Juli 2014 gelang ihr in Roth auch die Wiederholung auf der Langdistanz. Im Oktober startete sie erstmals bei der Ironman World Championship und kam als Sechste und schnellste Deutsche nach 9:16:58 Stunden auf Anhieb in die Preisgeldränge.
Von ihren ersten Triathlon-Aktivitäten bis zum Herbst 2014 wurde Julia Gajer von Jochen Frech trainiert. Anschließend betreute sie der frühere U-23-Bundestrainer Wolfram Bott, der aktuell luxemburgischer Nationaltrainer ist und neben Gajer z. B. die Langdistanzathleten Christian Brader, Nils Frommhold sowie die Brüder Andreas und Michael Raelert trainiert.
Im Kraichgau errang sie im Juni 2015 zum dritten Mal in Folge die deutsche Meisterschaft auf der Mitteldistanz. Im Juli wurde sie in Frankfurt hinter der Schweizerin Daniela Ryf Zweite bei der „Ironman European Championship“. Am 31. Juli 2015 wurde bekanntgegeben, dass Julia Gajer als fünftplatzierte Frau im Kona Points Ranking System zum zweiten Mal einen Pro-Startplatz für die Ironman World Championship im Oktober in Kailua Kona erhält. Die 35 höchstplatzierten Profi-Triathletinnen, die in der zwölfmonatigen Qualifikationsperiode bis 31. August die meisten Punkte mit ihren Platzierungen bei Ironman-Wettkämpfen weltweit sammelten, sind – zusätzlich zu den Hawaii-Siegerinnen der letzten fünf Jahre sowie den Siegerinnen in Frankfurt, Texas, Florianópolis, Melbourne und Port Elizabeth – jeweils für den Ironman Hawaii qualifiziert.
Neben Julia Gajer standen aus dem Lager der deutschen Profi-Triathletinnen noch Diana Riesler als neunzehnte, Britta Martin als dreiundzwanzigste, Mareen Hufe als siebenundzwanzigste sowie Eva Wutti (18.) aus Österreich und die Schweizerinnen Daniela Ryf (1.) und Caroline Steffen (3.) auf der Startliste.

### Triathlon-Europameisterin Mitteldistanz 2016
Im Mai 2016 gewann sie in Texas zum zweiten Mal auf der Ironman-Distanz. Im September wurde sie nach 2012 zum zweiten Mal Europameisterin auf der Halbdistanz.
2017 kündigte sie nach dem Start beim Ironman South Africa im April an, aufgrund von Problemen mit der Achillessehne in dieser Saison zu pausieren und erst 2018 wieder starten zu wollen. Seit September 2018 ist sie Mutter. Im Mai 2019 wurde die damals 36-Jährige nach einer Mutterschaftspause Dritte beim Ironman 70.3 Austria. Im Juli 2019 gab sie ihr Comeback nach zweijähriger Verletzungs- und Babypause mit dem dritten Platz auf der Langdistanz im Ironman Hamburg. Ihre aktive Karriere beendete sie mit Ablauf der Saison 2019.
Julia Gajer lebt mit ihrer Familie in Kiefersfelden an der Grenze zu Österreich und arbeitet als Apothekerin in einer Apotheke.

## Sportliche Erfolge
| Datum/Jahr    | Rang | Wettbewerb                                           | Austragungsort  | Zeit     | Bemerkung |
| ------------- | ---- | ---------------------------------------------------- | --------------- | -------- | --- |
| 30. Juni 2019 | 5    | Challenge Walchsee-Kaiserwinkl                       | Walchsee        | 04:32:19 | |
| 23. Juni 2019 | 1    | Stadttriathlon Erding                                | Erding          | 02:08:28 | |
| 26. Mai 2019  | 3    | Ironman 70.3 Austria                                 | St. Pölten      | 04:30:26 | |
| 4. Sep. 2016  | 1    | ETU Middle Distance Triathlon European Championships | Walchsee        | 04:18:29 | Europameisterin auf der Halbdistanz mit Sieg im Rahmen der Challenge Walchsee-Kaiserwinkl                                                                               |
| 1. Mai 2016   | 2    | Ironman 70.3 Pays d’Aix France                       | Aix-en-Provence | 04:02:29 | witterungsbedingt ohne das Schwimmen ausgetragen |
| 30. Aug. 2015 | 6    | Ironman 70.3 World Championship                      | Zell am See     | 04:29:53 | |
| 20. Juni 2015 | 1    | Ironman 70.3 Luxemburg                               | Remich          | 04:17:25 | [ 13 ] |
| 7. Juni 2015  | 1    | DTU Deutsche Meisterschaft Triathlon Mitteldistanz   | Kraichgau       | 04:27:15 | Zweite bei der ersten Austragung unter neuem Namen „Ironman 70.3 Kraichgau“ hinter der Dänin Camilla Pedersen und damit erneut Deutsche Meisterin auf der Mitteldistanz |
| 9. Mai 2015   | 2    | Ironman 70.3 Mallorca                                | Alcúdia         | 04:26:53 | Zweite hinter der Schweizerin Daniela Ryf |
| 24. Aug. 2014 | 1    | Allgäu Triathlon                                     | Immenstadt      | 04:47:07 | Siegerin bei der Allgäu-Classic im Jagdrennen vor Maurice Clavel (Triathlet) und Faris Al-Sultan.                                                                       |
| 22. Juni 2014 | 3    | Stadttriathlon Erding                                | Erding          | 02:18:43 | nach Raddefekt |
| 15. Juni 2014 | 1    | DTU Deutsche Meisterschaft Triathlon Mitteldistanz   | Kraichgau       | 04:27:35 | Deutsche Meisterin auf der Mitteldistanz bei der Challenge Kraichgau |
| 13. Apr. 2014 | 3    | Triathlon International Portocolom                   | Portocolom      | 04:01:19 | |
| 9. Juni 2013  | 1    | DTU Deutsche Meisterschaft Triathlon Mitteldistanz   | Kraichgau       | 04:27:11 | Deutsche Meisterin auf der Mitteldistanz – bei der Challenge Kraichgau als Zweite – 37 Sekunden hinter der für Österreich startenden Niederländerin Yvonne van Vlerken  |
| 26. Mai 2013  | 5    | Ironman 70.3 Austria                                 | St. Pölten      | 03:57:00 | Julia Gajer mit der besten Laufzeit aller Frauen; witterungsbeständig entfiel das Schwimmen beim Wettkampf.                                                             |
| 4. Mai 2013   | 7    | Ironman 70.3 St.George                               | St. George      | 04:26:52 | Ironman 70.3 US Pro Championships |
| 30. März 2013 | 14   | Ironman 70.3 California                              | Oceanside       | 04:34:19 | |
| 9. Sep. 2012  | 8    | Ironman 70.3 World Championship                      | Las Vegas       | 04:37:15 | |
| 12. Aug. 2012 | 3    | Ironman 70.3 Germany                                 | Wiesbaden       | 04:40:39 | Dritte bei der Ironman 70.3 European Championship |
| 17. Juni 2012 | 1    | Stadttriathlon Erding                                | Erding          | 02:13:16 | Sieg vor Daniela Sämmler bei der 19. Austragung |
| 10. Juni 2012 | 1    | ETU Middle Distance Triathlon European Championships | Kraichgau       | 04:20:09 | Europameisterin auf der Halbdistanz mit Sieg im Rahmen der Challenge Kraichgau                                                                                          |
| 20. Mai 2012  | 1    | Ironman 70.3 Austria                                 | St. Pölten      | 04:23:14 | |
| 7. Aug. 2011  | 2    | Frankfurt City Triathlon                             | Frankfurt       | 02:18:00 | Zweite hinter Natascha Schmitt |
| 19. Juni 2011 | 1    | Stadttriathlon Erding                                | Erding          | 02:12:10 | Sieg vor Sonja Tajsich und Meike Krebs |
| 5. Juni 2011  | 2    | Challenge Kraichgau                                  | Kraichgau       | 04:27:10 | Zweite auf der Mitteldistanz hinter der Siegerin Yvonne van Vlerken und vor der Dritten Rachel Joyce                                                                    |
| 8. Mai 2011   | 2    | Siegerland-Cup                                       | Buschhütten     |          | Zweite hinter der Britin Jodie Stimpson |
| 15. Aug. 2010 | 5    | Ironman 70.3 Germany                                 | Wiesbaden       |          | |
| 6. Juni 2010  | 10   | Challenge Kraichgau                                  | Kraichgau       | 04:44:58 | |
| 26. Juli 2009 | 3    | DTU Deutsche Meisterschaft Triathlon Mitteldistanz   | Immenstadt      | 05:05:35 | |
| 20. Juni 2009 | 8    | DTU Deutsche Meisterschaft Triathlon Kurzdistanz     | Schliersee      | 02:23:54 | beim Alpen-Triathlon |
| 17. Aug. 2008 | 1    | Breisgau Triathlon                                   | Malterdingen    | 04:41:21 | Siegerin bei ihrem ersten Start über die Triathlon-Mitteldistanz (2 km Schwimmen, 80 km Radfahren und 21 km Laufen)                                                     |
| 19. Juli 2008 | 1    | Schluchsee Triathlon                                 | Schluchsee      |          | Siegerin im Schwarzwald-Cup |
| 31. Mai 2008  | 1    | Zabergäu Triathlon                                   | Heuchelberg     |          | Olympische Distanz |

| Datum/Jahr    | Rang | Wettbewerb                                                   | Austragungsort | Zeit     | Bemerkung                                                                               |
| ------------- | ---- | ------------------------------------------------------------ | -------------- | -------- | --------------------------------------------------------------------------------------- |
| 28. Juli 2019 | 1    | DTU Deutsche Meisterschaft Triathlon Langdistanz             | Hamburg        | 09:09:39 | Deutsche Meisterin auf der Langdistanz – mit dem dritten Rang beim Ironman Hamburg      |
| 2. Apr. 2017  | 16   | Ironman South Africa                                         | Port Elizabeth | 09:55:08 | [ 17 ]                                                                                  |
| 8. Okt. 2016  | DNF  | Ironman Hawaii                                               | Hawaii         | –        |                                                                                         |
| 14. Mai 2016  | 1    | Ironman Texas                                                | The Woodlands  | 08:11:01 | Austragung des Rennens auf verkürztem Radkurs (94 statt 112 Meilen).                    |
| 15. Nov. 2015 | 3    | Ironman Arizona                                              | Tempe          | 09:03:15 |                                                                                         |
| 5. Juli 2015  | 2    | Ironman Germany                                              | Frankfurt      | 09:01:58 | Ironman European Championship                                                           |
| 11. Okt. 2014 | 6    | Ironman Hawaii                                               | Hawaii         | 09:16:58 | schnellste Deutsche bei der Ironman World Championship                                  |
| 20. Juli 2014 | 1    | DTU Deutsche Meisterschaft Triathlon Langdistanz             | Roth           | 09:00:50 | Deutsche Meisterin auf der Langdistanz; mit dem fünften Rang bei der Challenge Roth     |
| 17. Mai 2014  | 2    | Ironman Texas                                                | The Woodlands  | 09:00:51 |                                                                                         |
| 17. Nov. 2013 | 1    | Ironman Arizona                                              | Tempe          | 08:52:49 | erster Sieg über die Langdistanz                                                        |
| 8. Sep. 2013  | 4    | Ironman Wales                                                | Tenby          | 10:35:56 | als Vierte im Ziel – nach zwei Radpannen und Warten auf Materialwagen                   |
| 14. Juli 2013 | 1    | DTU Deutsche Meisterschaft Triathlon Langdistanz             | Roth           | 08:51:04 | Deutsche Meisterin auf der Langdistanz – mit dem dritten Rang bei der Challenge Roth    |
| 8. Juli 2012  | 3    | ETU Challenge Long Distance Triathlon European Championships | Roth           | 08:57:02 | Dritte bei der ETU-Europameisterschaft auf der Langdistanz im Rahmen der Challenge Roth |
| 10. Juli 2011 | 2    | Challenge Roth                                               | Roth           | 08:56:23 | Zweite bei ihrem Langdistanz-Debüt                                                      |

| Datum/Jahr    | Rang | Wettbewerb                                     | Austragungsort | Zeit       | Bemerkung |
| ------------- | ---- | ---------------------------------------------- | -------------- | ---------- | --- |
| 2. Mai 2010   | 3    | DTU Deutsche Meisterschaft Duathlon            | Oberursel      |            | Deutscher Duathlon-Meisterschaft auf der Kurzdistanz (10 km erster Lauf, 40 km Radfahren und 5 km zweiter Lauf)                                          |
| 6. Sep. 2009  | 4    | ITU Long Distance Duathlon World Championships | Zofingen       | 07:34:09,1 | als beste Deutsche bei der Duathlon-WM auf der Langdistanz im Rahmen des Powerman Zofingen (Erster Lauf 10 km, Radstrecke 150 km und Zweiter Lauf 30 km) |
| 27. Apr. 2009 | 4    | DTU Deutsche Meisterschaft Duathlon            | Backnang       | 02:13:48   | Deutsche Duathlon-Meisterschaft |
| 21. Sep. 2008 | 2    | Beerfelder Duathlon                            | Beerfelden     | 01:44:41   | |

| Datum/Jahr    | Rang | Wettbewerb       | Austragungsort | Zeit     | Bemerkung                                                            |
| ------------- | ---- | ---------------- | -------------- | -------- | -------------------------------------------------------------------- |
| 9. Okt. 2011  | 2    | München-Marathon | München        | 02:47:42 | bei ihrem zweiten Marathon-Start Zweite hinter Bernadette Pichlmaier |
| 31. Okt. 2010 | 1    | Lucerne Marathon | Luzern         | 02:47.36 |                                                                      |